# 1871 års fattigvårdförordning
1871 års fattigvårdförordning var en svensk förordning om offentlig socialhjälp i Sverige. Den ersatte 1847 års fattigvårdförordning, som föregående
1853 års fattigvårdförordning endast hade kompletterat. 
Samhällsomvälvningarna under 1860-talet med dess nödår, industrialisering och urbanisering, innebar en hårdnad attityd mot offentliga sociala insatser, som brännmärktes som kommunism, och opinionen förespråkade att samhället slapp allt ansvar för andra än sinnessjuka och föräldralösa barn. 
1871 års fattigvårdförordning infördes som en del i den ökade politiska opinionen mot samhällsinsatser för nödlidande. Alla utom föräldralösa barn, gamla och fysiskt och psykiskt arbetsoförmögna förlorade all rätt till hjälp från samhället, och deras rätt att överklaga fattigvårdsstyrelsens beslut avskaffades. 
Grunderna för 1847 års fattigvårdförordning bestod dock även i 1871 års förordning, och det var inte förrän med 1918 års fattigvårdslag som en verklig förändring av socialvårdsystemet infördes. 